# Concili d'Ègara

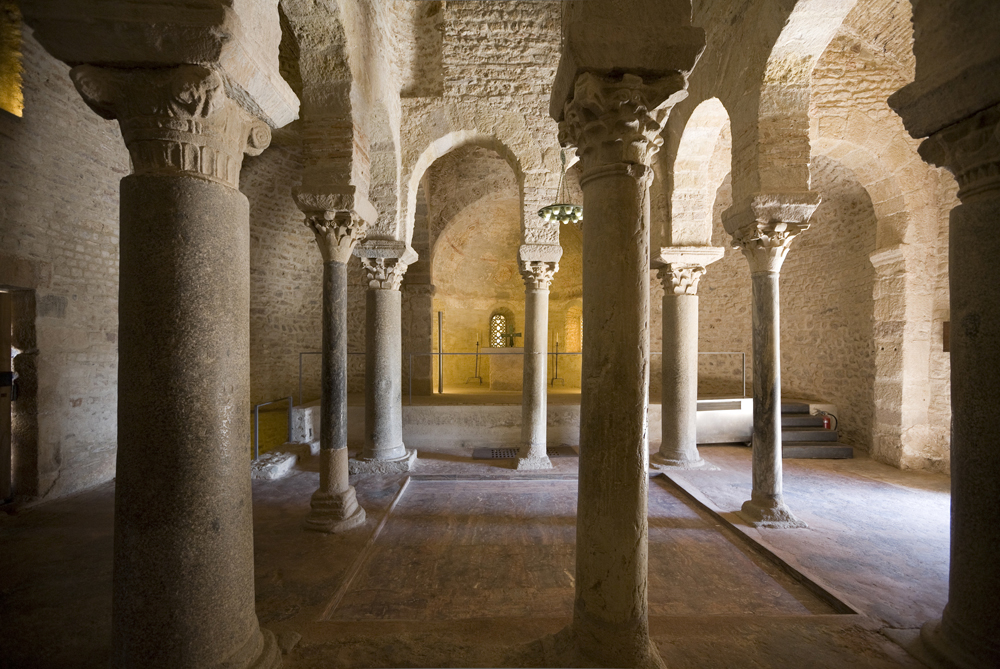
El concili se celebrà a les Esglésies de Sant Pere de Terrassa.

El Concili d'Ègara fou un concili de la Província eclesiàstica Tarraconense que se celebrà el 13 de gener del 615 a l'antic bisbat d'Egara, que tenia uns límits similars a l'actual Bisbat de Terrassa. En aquest concili provincial hi van participar 12 bisbes de manera presencial, i dos més mitjançant representants.
Les actes del concili que va tenir lloc al Conjunt Episcopal d'Ègara indiquen que durant la reunió es van tractar temes disciplinaris, morals i organitzatius similars als que s'havien tractat anteriorment en el Concili d'Osca del 598, on s'havia posat l'accent en la manera d'ordenar les vides del clergat i complir les normes eclesiàstiques. Les conclusions del Concili d'Ègara confirmaren el text del Concili d'Osca.
El text demana repetidament que els clergues tinguin una vida honesta i que sigui contrastada i examinada pels seus superiors i per testimonis fiables, per tal d'evitar el mal comportament. Es posa l'accent en el celibat i es convida a celebrar anualment una reunió perquè els sacerdots es formin i s'instrueixin per viure honestament el seu ministeri.